# Autostrada T 0513
Autostrada T 0513  este o autostradă de importanță teritorială în regiunea Donețk. Acesta străbate teritoriul raioanelor Kramatorsk și  Bahmut prin orașele Liman  — Siversk  — Bahmut  — Horlivka. Lungimea totală este de 89,5 km.